# Rasmus Møbius
Rasmus Theis Rasmussen Møbius er en dansk producer og dj indenfor electronica og dub-genren.
Rasmus Møbius var på et tidspunkt aktiv på den danske elektroniske musikscene. Han har udgivet hos pladeselskabet Statler & Waldorf, for hvem han lavede remix og udgav soloalbummet Medicine Walk i 2006. Han arbejdede også sammen med Mads Gelting i projektet Brus, og sammen med Anders Christophersen som gruppen Melk, der i 2005 udgav albummet Sports, hvor de blandt andet havde Ane Trolle og Gisli som vokale gæstesolister.